# Holomelina buchholzi
Holomelina buchholzi là một loài bướm đêm thuộc phân họ Arctiinae, họ Erebidae.